# Heudeberberg
Der Heudeberberg ist eine 379 m hohe Erhebung am nördlichen Harzrand auf dem Gebiet der Stadt Wernigerode in Sachsen-Anhalt.

## Geografische Lage
Der Berg liegt nördlich des Wernigeröder Stadtteils Hasserode und südöstlich des Ilsenburger Ortsteils Darlingerode. Nördlich am Fuße des Berges befand sich das im Bauernkrieg 1525 stark zerstörte Augustiner-Eremitenkloster Himmelpforten. Am südlichen Fuß des Berges liegt der Kuhborn.

## Geschichte
Der Heudeberberg lag in der mittelalterlichen Grafschaft Wernigerode. Durch einen geschickten Schachzug versuchten die Grafen von Wernigerode die Untertanen der umliegenden Dörfer enger an sich zu binden, indem sie den dortigen Bauern Holznutzungsrechte in ihren Harzwäldern einräumten. So wird im Jahre 1253 bereits der „Hadebergeberg“ genannt. Hier hatte das in der Grafschaft Regenstein liegende Dorf Heudeber Holznutzungsrechte. 